# Sárfimizdó
Sárfimizdó je vas na Madžarskem, ki upravno spada pod Vasvársko okrožje Županije Železna.